# Filip Souček
Filip Souček (* 18. září 2000 Štěpánkovice) je český profesionální fotbalista, který hraje na pozici středního záložníka za slovenský klub 1.FC Tatran Prešov. Je také bývalým českým mládežnickým reprezentantem.

## Klubová kariéra
Souček se narodil ve Štěpánkovicích a fotbal začal hrát ve věku sedmi let v mládeži Hlučína. V roce 2010 se přesunul do akademie SFC Opava.

### SFC Opava
Souček debutoval v A-týmu dne 11. května 2019 v utkání české nejvyšší soutěže proti Dukle Praha. V sezoně 2018/19 pak přidal ještě jeden start v zápase s Bohemians 1905.
V podzimní části sezony 2019/20 začal Souček dostávat více prostoru a v listopadu 2019 se probojoval do základní sestavy ve věku 19 let.
V únoru 2020 přestoupil Souček do pražské Sparta, na zbytek sezony se ale vrátil na hostování do Opavy. Téměř okamžitě po jeho návratu ale byla první liga z důvodu pandemie covidu-19 přerušena, poprvé nastoupil 27. května v utkání proti Karviné. Svou první branku v kariéře Souček vstřelil 14. června do sítě Českých Budějovic, když v 62. minutě otevřel skóre a pomohl k výhře 2:0. Dohromady v sezoně 2019/20 nastoupil do 23 soutěžních utkání a vstřelil 1 branku.

### Sparta Praha
V létě 2020 se Souček vrátil do Sparty a zapojil se do letní přípravy. V přátelském utkání s rakouským Hornem vstřelil gól při výhře 4:0. Svůj soutěžní debut v dresu pražské Sparty si odbyl 22. srpna, když v nastavení prvního ligového kola s Brnem vystřídal Bořka Dočkala. 30. září pečetil gólem výhru Sparty 2:0 v pohárovém utkání s druholigovým Blanskem. 26. listopadu si odbyl také svůj debut v evropských pohárech v domácím utkání proti Celticu, když nastoupil na závěrečných 25 minut, a získal žlutou kartu. O 3 dny později, i díky karetnímu trestu Davida Pavelky, debutoval v základní sestavě ligového utkání s Teplicemi. V základní sestavě dostal příležitost i v klíčovém utkání Evropské ligy proti Lille OSC, které Sparta prohrála těsně 1:2. Po příchodu nového trenéra Pavla Vrby dostal příležitost v základní sestavě 14. února s Karvinou, v utkání dvěma asistencemi přispěl k výhře 4:3. Následovala dlouhá série zápasů, kde zůstal sedět na lavičce náhradníků s jednou sedmiminutovou štací v poháru proti Jablonci. V druhé polovině dubna dvakrát startoval v základní jedenáctce Letenských, v obou případech střídal kolem 60. minuty utkání se žlutou kartou na kontě. Následovalo drobné poranění hlavy, které ho vyřadilo ze hry téměř do konce sezony. Do hry se vrátil čtyři kola před koncem, poslední kolo nemohl hrát kvůli karetnímu trestu, jelikož v 18 ligových zápasech nasbíral 8 žlutých karet. Dohromady v sezoně nastoupil do 23 soutěžních utkání.
Svůj první ligovou branku v dresu Sparty vstřelil Souček 31. července 2021 při výhře 5:0 nad Slovanem Liberec. 10. srpna odehrál celé odvetné utkání třetího předkola proti AS Monaco, prohře 1:3 a vypadnutí z milionářské soutěže však zabránit nedokázal. Souček nastoupil také do dvou utkání základní skupiny Evropské ligy proti Brøndby IF. Souček v sezoně 2021/22 pravidelně nastupoval, nastoupil do 25 soutěžních utkání, pomohl Spartě k postupu do finále českého poháru a za své výkony byl odměněn nominací do české reprezentace do 21 let.

#### Zbrojovka Brno (hostování)
V létě 2022 odešel na roční hostování do Zbrojovky Brno. Svůj debut si odbyl 6. srpna v utkání druhého kola proti Sigmě Olomouc. O týden později ve třetím kole české nejvyšší soutěže vstřelil svůj první gól v novém dresu, a to při výhře 3:1 nad Mladou Boleslaví. V průběhu podzimní části sezony pravidelně nastupoval v základní sestavě, v únoru si ale přivodil zranění kotníku. 30. dubna byl v 87. minutě utkání proti Slovácku vyloučen a dostal trest na tři soutěžní utkání. V sezoně 2022/23 nastoupil do 23 utkání, sestupu Brna do druhé ligy však zabránit nedokázal.

#### Jablonec (hostování)
V červenci 2023 odešel na další roční hostování, a to do Jablonce. Svůj debut si odbyl 23. července při prohře 1:3 s Mladou Boleslaví. Souček pravidelně nastupoval pod trenérem Radoslavem Látalem v základní sestavě, nastoupil do 23 soutěžních utkání a pomohl Jablonci k záchraně v nejvyšší soutěži.

#### Slovácko (hostování)
V létě 2024 zamířil Souček na hostování do Slovácka. 21. července debutoval, a to při bezbrankové remíze se Slavií Praha. V týmu se však neprosadil, v zimě se vracel zpět do Sparty. Za áčko odehrál 7 zápasů, k tomu přidal další tři v rezervě.

#### Ružomberok (hostování)
V lednu 2025 odešel na půlroční hostování do středoslovenského Ružomberku.

## Reprezentační kariéra
Souček v roce 2022 nastoupil také do 6 utkání v dresu české reprezentace do 21 let.